# Громовий Петро Олександрович
Громовий Петро Олександрович (4 січня 1949 року, с. Криски, Коропський район, Чернігівська область, СРСР — 9 травня 2014 року, Чернігів, Україна) — український журналіст та поет.

## Біографія
Народився 4 січня 1949 року на Чернігівщині в селі Криски Коропського району. В 1955–1965 роках вчився в Крисківській середній школі, а з 1966 — студент Ніжинського державного університету імені Миколи Гоголя. Закінчив його в 1970 році за спеціальністю «вчитель української мови і літератури».
Ще зі школи почав писати вірші, друкувався в газетах, зокрема в газеті «Нові горизонти». Саме в ній пізніше і став працювати завідувачем відділу, а потім заступником головного редактора.
В 1981 році роботу в газеті перервало навчання з журналістики у вищій партійній школі при ЦК Компартії України. Закінчив її в 1983, з того ж року — редактор газети «Колгоспне життя».
З 1978 року починає працювати в Чернігові завідувачем агропромислового відділу газети «Деснянська правда», а з 1991 року стає заступником її головного редактора і заступником голови правління однойменного редакційно-видавничого комплексу. Працював заступником редактора газети «Деснянка вільна».
З 1985 року — член Національної спілки журналістів. Автор численних публікацій в місцевій пресі з проблем аграрного сектору. В 1994 разом із Володимиром Сапоном, Миколою Будлянським та іншими авторами випустив збірку віршів «Над битим шляхом століть». У 1989 році став лауреатом Чернігівської обласної премії імені Василя Блакитного.
За багаторічну сумлінну працю, високий професіоналізм, вагомий особистий внесок у розвиток журналістики і видавничої справи в 2003 році був нагороджений Почесною грамотою Кабінету Міністрів України.
Захоплювався рибальством.
Помер 9 травня 2014 року.

## Сім'я
Дружина, Громова Валентина Олексіївна, поетеса, автор збірки «Вежі любові». Працювала кореспондентом Коропського районного радіо та обласного радіо «Сівер-центр».